# 桑扎儿灭里
桑扎儿灭里（12世纪—1207年），又译桑贾尔·马利克、马利克·桑贾尔，喀喇汗国末期布哈拉人民起义领袖，原為製造盾牌的工匠。
12世纪中期，由于西喀喇汗国衰落，布哈拉的实权掌握在一个世袭的宗教家族手中，习惯上称之为“布尔罕王朝”。布尔罕王朝历代首领都冠有“萨德尔·贾罕”的头衔，意思是“世界的支柱”。西辽降服西喀喇汗国后，虽然指定与西辽皇帝耶律大石同族的阿尔普特勤为布哈林总督，但实权仍牢牢捏在这些萨德尔·贾罕手里。布尔罕王朝向民众征税，横征暴敛，被民众称为“萨德尔·贾罕纳姆”（意为“地狱的支柱”）。1206年，桑扎儿灭里领导布哈拉人民起义，驱逐萨德尔，布尔罕王朝灭亡。花剌子模帝国君主摩诃末苏丹联合出逃的布尔罕王朝封建主，攻打布哈拉。桑扎儿灭里忽视了布哈拉的城防，最终兵败。1207年，花剌子模占领布哈拉，起义者惨遭屠杀，桑扎儿灭里被投入阿姆河淹死。

### 引用
1. ↑  志费尼. .  (PDF). 由何高济翻译. 内蒙古人民出版社. 1980-05: 第401页  [2024-12-30] （中文（中国大陆））.
2. 1 2 3  Б·Г·加富罗夫. . 周用宣  (编). . 由肖之兴翻译. 中国社会科学出版社. 1985-08: 第246页–248页  [2024-12-30]. （原始内容存档于2025-04-17） （中文（中国大陆））.
3. ↑  Бартольд 1963，第419—420頁.
4. ↑  魏良弢. . 张秀平  (编). . 人民出版社. 2010-09: 第102页–105页. ISBN 9787010091563 （中文（中国大陆））.

### 書目
- 《中国民族史人物辞典》

- Бартольд, Василий Владимирович.  [《蒙古入侵期間的突厥斯坦》]. 莫斯科: 東方文學出版社（俄语：Восточная литература (издательство)）. 1963 （俄语）.